# Josep Montserrat i Torrents
Josep Montserrat Torrents, né à Barcelone le 27 juillet 1932 et mort le 21 avril 2025,, et mieux connu sous le nom de José Montserrat Torrents dans le monde hispanophone,, est un écrivain, enseignant, philosophe, coptologue et historien espagnol.

## Biographie
J. Montserrat est né dans la ville de Barcelone en 1932. Sa formation se développa à Barcelone, Rome, Münster, Paris et Benarés. Activiste au sein de la presse catalane pendant le Concile Vatican II (1962-1965) il fut censuré par les journaux de 1966 à 1977. Enseignant du secondaire depuis 1954, les autorités lui refusent le certificat de bonne conduite politique et lui retirent l’autorisation d’exercer, en raison de son opposition active à la dictature de Franco. Docteur en théologie de l’Université pontificale grégorienne (1968) et en philosophie de l’ l’Université de Barcelone (1977). Professeur de philosophie de l’Université autonome de Barcelone depuis 1976, il devient professeur titulaire en 1996 et professeur émérite en 2002. Coauteur du Manifeste de Bellaterre (1975) et secrétaire du III Congrès Universitaire Catalan (avril 1978). Professeur invité à l’Université Catholique du Chili, à la Venice International University, et directeur d'Études invité à l'École pratique des hautes études. Il a fondé l’École d’égyptologie du musée égyptien de Barcelone.

## Œuvre

### Livres
- Matrimonio, divorcio, separación: nuevas perspectivas.Editorial Península, Barcelona, 1970.
- The Abandoned Spouse. Bruce, Milwaukee, 1970.
- Estudios sobre Metodio de Olimpo. Eset, Vitoria, 1970.
- Las elecciones episcopales en la historia de la Iglesia. Editorial Pòrtic, Barcelona, 1972. 288 pàgines.
- Los gnósticos. Gredos, Madrid, 1983. 287 (vol. I) y 422 (vol. II) pàgines. Reedició 2002.
- Las transformaciones del platonismo. Publicacions de la Universitat Autònoma de Barcelona, 1987.
- La sinagoga cristiana. El gran conflicto religioso del siglo I. Muchnik, Barcelona, 1989. Reedición: Trotta, Madrid, 2005.
- El desafío cristiano. Las razones del perseguidor. Anaya y Mario Muchnik, Madrid, 1992.
- Platón. De la perplejidad al sistema. Ariel, Barcelone, 1995.
- El barquer dels déus (novel.la). Publicacions de la Universitat Autònoma de Barcelona, 2005.
- El evangelio de Judas. EDAF, Madrid, 2006.
- Jesús, el galileo armado. Historia laica de Jesús. Edaf, Madrid, 2007.
- El maniqueísmo amb F. Bermejo. Textos y fuentes. Trotta. Madrid, 2008.
- El silencio de Tácito (novela). Ediciones B, Barcelona, 2010. Ediciones B, México, 2010.

### Traductions et éditions de textes
- Filó d'Alexandria. La Creació del Món i altres escrits. Laia (Textos Filosòfics), Barcelona, 1983. 195 pàgines.
- Epictet: Enquiridió. Marc Aureli: Reflexions. Joan Leita, traductor; J. Montserrat, introducció i notes. Textos Filosòfics, Laia (Textos Filosòfics), Barcelona, 1983. 195 pàgines.
- Plató. Parmènides, Teetet. Joan Leita, traductor; J. Montserrat, introducció i notes. Textos Filosòfics, Laia (Textos Filosòfics), Barcelona, 1990. 263 pàgines.
- Hans Jonas, La religión gnóstica, Siruela, 2000. Prólogo de J. Montserrat Torrents.
- I. Introducción general. Exposición sobre el alma. Apócrifo de Juan. Allógenes. La hipóstasis de los arcontes. Sobre el origen del mundo. Asclepio. Enseñanxa autorizada. Platón, La República. En Antonio Piñero, José Montserrat, Francisco García Bazán, Textos gnósticos. Biblioteca de Nag Hammadi I: Tratados filosóficos y cosmológicos, Trotta, Madrid, 1997; 2e ed. 2000.
- Evangelio de María. En Antonio Piñero, José Montserrat, Francisco García Bazán, Textos gnósticos. Biblioteca de Nag Hammadi II; Evangelios, hechos, cartas. Trotta, Madrid, 2000.
- Apocalipsis de Pablo. Segundo apocalipsis de Santiago. El Pensamiento de Nuestro Gran poder. Melquisedec. Testimonio de la verdad. La interpretación del conocimiento. Antonio Piñero, José Montserrat, Francisco García Bazán, Textos gnósticos. Biblioteca de Nag Hammadi III: Apocalipsis y otros escritos. Trotta, Madrid, 2001. Edición portuguesa de los tres volúmenes: Esquilo, Lisboa, 2005.
- Plotí. Ennèades (Antologia). Traducció de Carles Garriga. Edicions 62 (Textos Filosòfics), 2006.

### Articles scientifiques
- Edició de les Actes del III Congrés Universitari Català. Edicions 62. Barcelona, 1980.
- El universo masculino de los naasenos, Faventia 2/1, 7-13, 1980.
- El platonismo de la doctrina valentiniana de las tres hipóstasis, Enrahonar 1, 17-31, 1981.
- Filó d'Alexandria. De la saviesa a la contemplació, Enrahonar 7/8, 103- 107, 1984
- El Timeo : de la política a la ciencia a través de la imaginación, Enrahonar 12, 31-40, 1985.
- La cosmogonie du Timée et les premiers chapitres de la Genèse. Quelques lectures juives et gnostiques. Archivio di Filosofia 53, 287-298. 1985.
- Sociologia i metafísica de la gnosi, Enrahonar 13, 43-56, 1986.
- Origenismo i gnosis: los "perfectos" de Metodio de Olimpo. Augustinianum 26, 89-101. 1986.
- La constitució harmònica de l'Anima del Món en el Timeu de Plató, Butlletí de la Societat Catalana de Ciències Exactes, 57-65, 1988.
- Orígenes. El Diálogo que no pudo ser. Philosophia pacis. Homenaje a Raimundo Pannikar, Símbolo Editorial, Barcelona, 409-424, 1989.
- La racionalidad matemática del universo en el Timeo. II Quinzena de Filosofia de la Ciència, pàgines 15¬–27. Publicacions de la Universitat Autònoma de Barcelona, 1988.
- Some epistemological notes on Greek cosmology, a MEYERSTEIN, W. (ed.) Foundations of Big Bang Cosmology, pàgines 5–8. World Scientific, Singapur, 1989.
- Presència d'Egipte a la cultura hellenística. Egipte i Grècia, pàgines 165-178. Fundació Caixa de Pensions, Barcelona, 1989.
- Orígenes. El diálogo que no pudo ser. Philosophia Pacis. Homenaje a Raimon Panikkar, ed. por M. Siguán, pàgines 409-424. Símbolo Editorial, 1991.
- Les Pérates. Pleroma (Homenaje a Antonio Orbe), pàgines 229-242. Santiago de Compostela, 1990.
- Los fundamentos filosóficos de las gnosis occidentales. La gnosis o el conocimiento de lo oculto, pàgines 39-52. Universidad Complutense de Madrid, 1990.
- Evangelis gnòstics. Apòcrifs del Nou Testament, edic. por A. Puig, pàgines 67-178. Edicions Proa, Barcelona, 1990.
- Apunts sobre l'essència grega de la modernitat. Enrahonar 17, pàgines 63-67, 1991.
- L'essència del cristianisme. Enrahonar 18, pàgines 61-69, 1992.
- El diálogo de las culturas. Heterodoxia 18, pàgines 115-121, 1992.
- El marco religioso del cristianismo primitivo (II). Reflexiones y perspectivas. Orígenes del cristianismo, ed. por A. Piñero, pàgines 67-80. El Almendro, Córdoba, 1992.
- Coautor amb Daniel Quesada, El factor de invención en las teorías cosmológicas. Enrahonar 20, pàgines 99-105, 1993.
- Los evangelios gnósticos. Fuentes del cristianismo. Tradiciones primitivas sobre Jesús, Ed. A. Piñero, pàgines 455-475. El Almendro, Córdoba, 1993.
- L'aparença del sentit. El problema de la realitat, ed. X. Antich, pàgines 88-91. Barcelona, 1995.
- Hipàtia, matemàtica i doblement gentil. Quaderns. Observatori de la Comunicació Científica 1, pàgines 50-52, 1995.
- Sociologie et métaphysique de la gnose. Heresis 23, pàgines 57-73, 1995.
- La gnosis. Enciclopedia Iberoamericana de Filosofia. Vol. 14: Historia de la filosofía Antigua, pàgines 363-384, Madrid, Trotta, 1997.
- Rationale, reale, apparens. Enrahonar. Número Extraordinari. Segundo Congreso Internacional de Ontología, pàgines 333-338. Universitat Autònoma de Barcelona, 1999.
- Plató, entre la veritat i el mite. La mitologia. II Curs de Pensament i Cultura Clàssica". Universitat de les Illes Balears, 69-76, 1999.
- Methodius of Olympus, Symposium III 4-8: An Interpretation. Studia Patristica XIII. Proceedings of the VI International Conference On Patristic Studies, Oxford, 1971, ed. por E. Livingstone, pàgines 239-243, Akademie Verlag, Berlin 1975.
- La notice d'Hippolyte sur les Naassènes. Studia Patristica XVII, Proceedings of the VIII International Conference On Patristic Studies, Oxford, 1979, ed. por E. Livingstone, pags. 231-242. Pergamon Press, Oxford, 1983.
- La philosophie du Livre de Baruch de Justin. Studia Patristica XVIII, Proceedings of the IX International Conference On Patristic Studies, Oxford, 1983, ed. por E. Livingstone, pàgines 253-261. Cistercian Press, Kalamazoo y Oxford, 1985.
- Plato's Philosophy of Science and Trinitarian Theology. Studia Patristica XX, Proceedings of the X International Conference on Patristic Studies, Oxford, 1987, ed. por E. Livingstone, págs. 102-118. Peeters, Lovaina, 1989.
- La notice d'Hippolyte sur les Séthiens. Studia Patristica XXIV, Proceedings of the XI International Conference on Patristic Studies, Oxford, 1991, ed. por E. Livingstone, pàgines 390-398. Peeters, Lovaina, 1993.
- The Social and Cultural Setting of the Nag Hammadi Library. Studia Patristica, Proceedings of the XII International Conference on Patristic Studies, Oxford, 1995, ed. por E. Livingstone, Peeters, Lovaina, 1997.
- Un'omelia copta della Biblioteca Marciana. Miscellanea Marciana XVII, pàgines 97-117, 2002.
- Le débordement (pors) des ténèbres corporelles sur la lumière corporelle selon Mani. Études coptes IX. (Cahiers de la Bibliothèque copte 14) París, pàgines 305-309, 2006.
- L'ascension de l'âme dans l'Évangile de Judas (45,24 - 47,1), Apocrypha 20, 229-237, (2009).
- Jésus, Judas et les justes, quatorzième journée d'études coptes, Lovaina, 2011.

### Collaborations presse et radio
- Radio Nacional de España, 1955–1963
- TVE Miramar, 1958–1962
- Gaceta Ilustrada
- La Vanguardia
- La Croix (París)
- Tele/Exprés, 1965–1966
- Destino, 1977
- Diari de Barcelona, 1977–1978
- El observador